# Basket pulse
Basket Pulse: un juego MMOG en línea gratuito en el que el usuario asume el papel de gerente de un equipo de baloncesto. El juego se lleva a cabo usando un navegador web en una computadora o cualquier dispositivo móvil. Hay alrededor de 1100 usuarios activos en el juego.

## Historia
El juego se lanzó en 2008 con el nombre de Basketball Zone. En aquella época eran muy populares juegos como Hattrick o Football Manager para PC. Desde entonces, los juegos de gestión deportiva perdieron popularidad, principalmente a favor de los juegos móviles. En este momento, el juego se llama Basket Pulse y reúne no solo a los amantes del baloncesto, sino también a los fanáticos de los juegos de mánager deportivo. Los creadores del juego son Ramunė y Darius Mikužaitis, quienes todavía están desarrollando y mejorando activamente el juego.

## Jugabilidad
Los deberes de cada usuario incluyen la gestión de tácticas, el cuidado de las finanzas del equipo o la planificación del desarrollo de jugadores jóvenes. El equipo del usuario compite contra otros equipos en dos tipos de competencias: la liga nacional, donde solo compiten equipos de cierto país y la liga internacional, donde todos los gerentes del juego compiten entre sí. La liga internacional consta de ocho niveles de competición, que van desde la 1ª liga, hasta la 8ª división más baja y la competición se divide en dos fases: temporada regular y play-offs. En el juego también hay competencias de Selecciones Nacionales divididas en diferentes categorías de edad.

## Comunidad
La comunidad juega un papel muy importante en el juego, brinda la oportunidad a cada usuario de convertirse en parte. Una de las actividades más importantes de los voluntarios, elegidos entre los jugadores, es el Comité de Juego Limpio, que controla los posibles comportamientos desleales de los usuarios, que se evalúa de forma independiente. Los jugadores se comunican entre sí mediante la plataforma Discord